# Psion
Pour l’article homonyme, voir Xchange (homonymie).
 (juin 2008).
PSION est une marque de logiciels et de matériel informatique britannique. Elle a été créée par David Potter en 1980. Le sigle signifie Potter Scientific Inc. Or Nothing, car le nom Potter Scientific Inc. avait déjà été déposé par quelqu'un d'autre, mais dans l'esprit têtu de David Potter, ce serait "ça ou rien".

## Histoire
En 1982, PSION sort un simulateur de vol pour Sinclair ZX81, puis de nombreux jeux.
À partir de 1983, PSION développe des programmes pour DOS et Sinclair Quantum Leap : les quatre principaux programmes étaient :
- ARCHIVE, une base de données ;
- EASEL, un utilitaire de diagrammes ;
- QUILL, un traitement de texte ;
- ABACUS, un tableur.

Ces programmes, première suite bureautique au monde, seront commercialisés sous le nom de PC FOUR et X Change.
Dès 1984, PSION se lance dans la fabrication d'ordinateurs.
Elle fondera Symbian ltd avec Nokia, Ericsson, Motorola et Matsushita en 1996.
En 1998, la société se scinde en un pôle logiciel et un pôle matériel.
En 2000, Psion rachète Teklogix et fusionne ses activités avec sa filiale B-to-B Psion Enterprise. La filiale prend le nom de PsionTeklogix.
En 2002, la filiale Psion Software est créée. Elle produit des logiciels dans le domaine du courrier électronique. Cette filiale est cédée à Visto en 2003.
En 2004, Psion cède tous les droits qui lui restent sur le système d'exploitation Symbian OS à Nokia, Symbian n'étant plus considéré comme étant un élément central de la stratégie de Psion.
Fin 2008, Psion revendique la propriété du nom "Netbook".
Le 31 janvier 2011. Psion a abrégé son nom commercial en effaçant de sa signature le mot « Teklogix ».
Psion est la seule entité opérationnelle de Psion PLC.
Octobre 2012, Psion est officiellement racheté par Motorola Solutions pour 200 Millions $
1er juin 2013, la marque PSION disparaitra complètement au profit de Motorola Solutions.

## Jeux vidéo
- Chess (1981) pour ZX81 (Echecs en version francisée ; une version Hi-Res est sortie en 1985)
- Flight Simulation (1981) pour ZX81 (Simulateur de vol pour la version française)[1]
- Patrouille de l'Espace (1981) pour ZX81 (cassette de 2 jeux : Patrouille de l'Espace et Bombardier, aussi commercialisés sous les titres anglais Space Raiders et Bomber)
- Backgammon (1982) pour ZX81 (jeu de société)
- Dice (1982) pour ZX81 (commercialisé sur la même cassette que Backgammon)
- Frogs pour ZX81 (clone de Frogger)
- Perilous Swamp (1982) pour ZX81 (Cassette Fantasy Games)
- Scramble (1982) pour ZX81 (cassette de 2 jeux : Thro' The Wall et Scramble ; clone de Scramble)
- Sorcerer's Island (1982) pour ZX81 (Cassette Fantasy Games)

## Ordinateurs de poche

### Organiser I
Lancé en 1984. 2 ko de RAM, 4 ko de ROM. Contient une petite base de données. Peut intégrer un langage de programmation (POPL).
Écran à une ligne, clavier alphabétique, couvercle coulissant, un port additionnel.

### Organiser II
Le premier véritable PDA au monde.

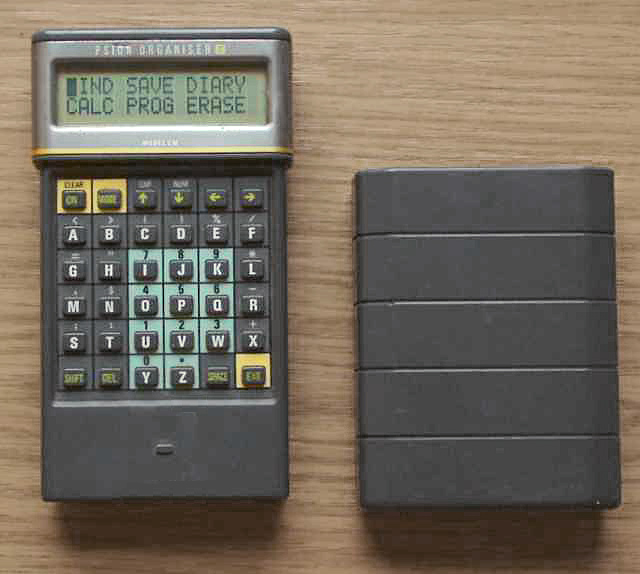
Psion Organiser II

Lancé en 1986, son affichage atteint 2, puis 4 lignes (modèles CM, XP, puis LZ), en plusieurs variantes successives, de 8 ko à 64 ko de RAM. Il dispose de connecteurs pour port série ou lecteur de code-barres.
En plus de la base de données, il intègre un agenda avec alarme. Il dispose de deux ports additionnels pour les extensions. 2 slots qui lui offre la possibilité de stocker des données ou programmes sur des packs(eprom) allant de 64K à 512k reconnu comme disque B et C, A étant l'espace de stockage interne.
Il est livré avec mode d'emploi rédigé par Mike Show ainsi qu'un logiciel permettant de contrôler l'affichage d'écran et de créer des bases de données, soit programmer. Le langage s'appelle OPL ( Organiser Programming Langage ). Le programme ".OPL" une fois compilé porte l'extension ".OPO". Sort également pour les programmeurs un émulateur sous dos permettant de créer et tester les programmes sur PC avant de les flasher avec le câble CommslinkPsion sur les packs. En Belgique, Roy Dictus et Daniel Dubocq publient des livres complémentaires sur cette programmation. Daniel Dubocq crée des programmes et publie ouvertement dans ses livres sa programmation et l'explique ligne par ligne. Il crée également un Fan club "Les Psionistes" composé essentiellement de jeune de 14 à 18 ans, ce en partenariat avec "Micro Connection" importateur et associé à la Psion ltd (UK) à l'époque.

### MC
Le MC (200 avec petit écran ou 400 avec grand écran de 640 × 400) est le premier véritable ordinateur portable (1989).
Il intègre quatre ports d'extension (débranchables à chaud sans plantage) dont les cartouches sont compatibles jusqu'au s3 mx, un grand écran, un grand clavier, un pavé tactile, 256 ko de RAM.
Le système d'exploitation est SIBO, alias EPOC 16 (avec interface graphique), et il intègre plusieurs applicatifs en standard. Il était programmable en une version rudimentaire de l'OPL.
Son prix élevé et son manque de compatibilité PC en firent un échec commercial, cependant, il est actuellement toujours en service dans les Chemins de Fer Fédéraux suisses.

### Series 3

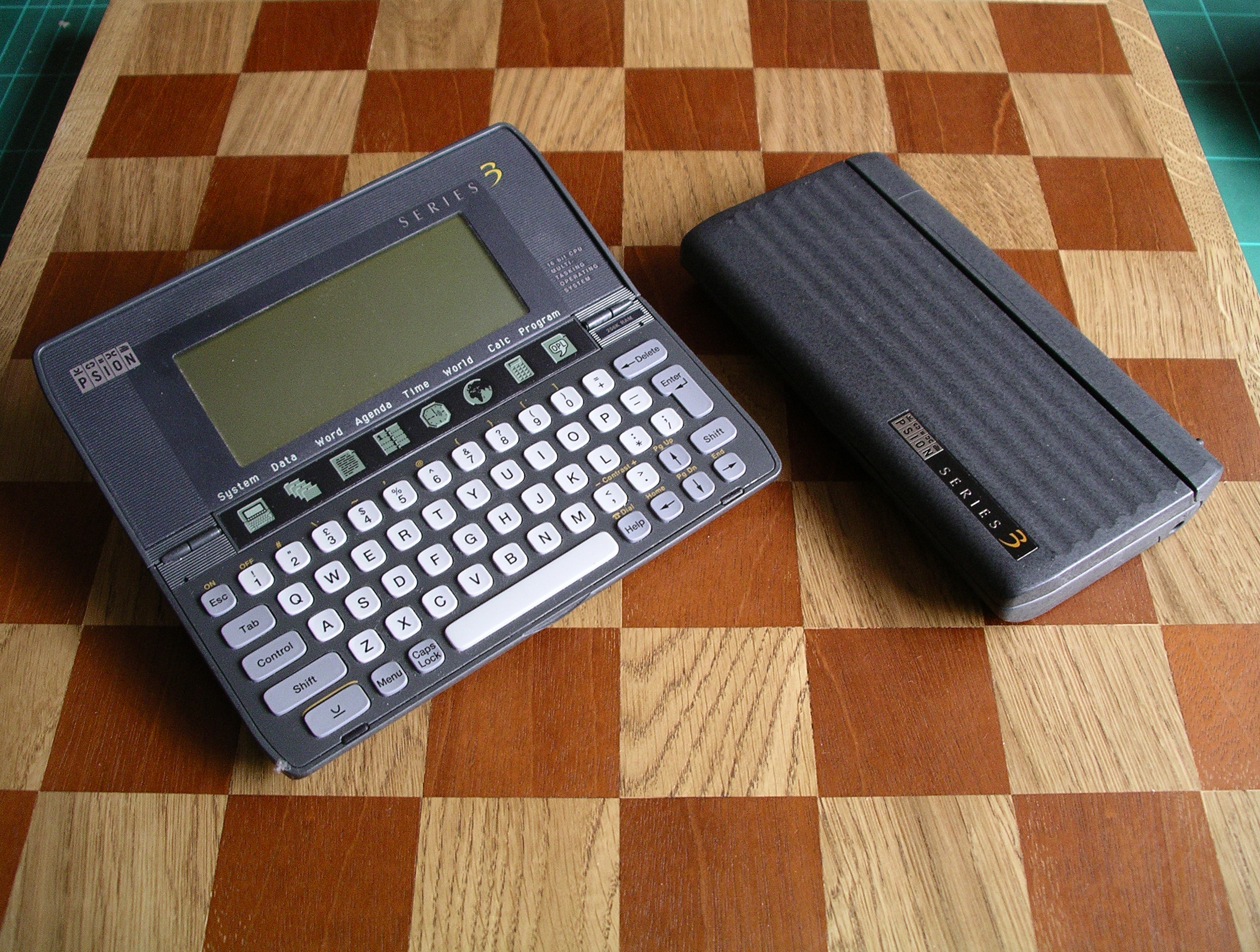
Psion 3

Sorti en 1991, le Series 3 est un véritable ordinateur de poche, fonctionnant avec deux piles AA, muni d'un clavier, d'un système d'exploitation multitâche préemptif 16 bits SIBO, d'une suite logicielle (traitement de texte, base de données, agenda, etc.), de deux ports pour mémoire additionnelle (FLASH ou RAM), de 128 ou 256 ko de mémoire, d'un connecteur série/parallèle à 9 600 bit/s, d'un langage de programmation OPL, d'un écran monochrome non rétro-éclairé de 240 × 80 pixels.

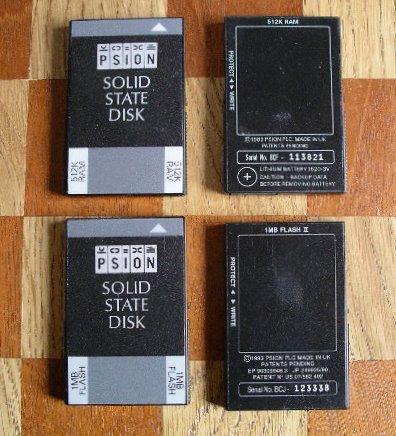
Mémoires flash

Le système et les applicatifs standard sont préinstallés sur une ROM non modifiable. Il contient aussi un micro et un haut-parleur. Son processeur, compatible 086 tourne à 3 MHz. Le S3 était fourni avec un logiciel d'échange de données avec MSDOS nommé SLINK.

### Series 3a

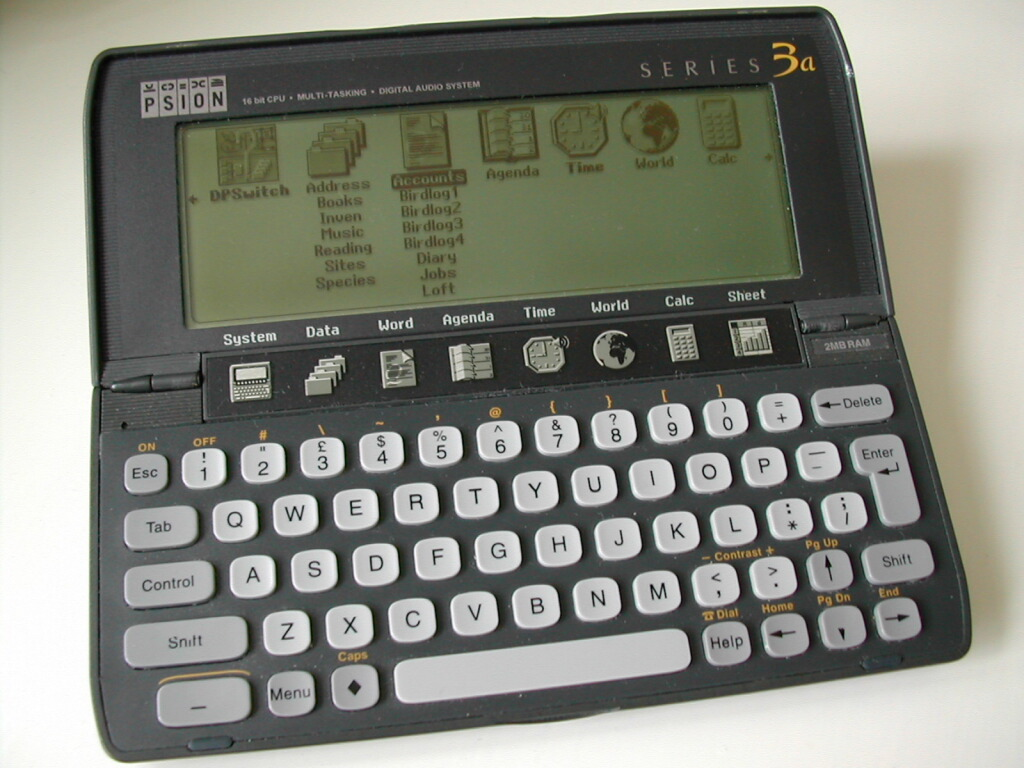
Psion 3a

Sorti en 1994, le 3a est une grande amélioration du S3 : écran double de taille dans les deux sens (480 × 160 pixels) et gérant un niveau de gris (pourvu d'un mode compatibilité pour les anciennes applications), d'un port de communication à 19 200 bit/s, d'un tableur, de 256 Ko à 1 Mo de mémoire. Il fonctionne avec 2 piles AA pour le fonctionnement normal et 1 pile CR1620 pour ne pas perdre les données lorsque l'on change les piles principales.

Les applications intégrées en ROM sont « Fiche » (gestionnaire de contacts, et de fiches type petite base de données), « Texte » un traitement de textes rudimentaire, « Agenda » un agenda et gestionnaire de tâches, « Heure » un gestionnaire d'alarmes et de l'horloge interne du Psion, « Monde » une horloge mondiale avec indicateurs de distance, heures de lever et coucher de soleil et indicatifs téléphoniques, « Calc » une calculatrice double mode (scientifique - basique), « Tableur » un tableur-grapheur mono feuille de calcul, « Magnéto » un enregistreur pour la prise de notes ou la création d'alarmes sonores personnalisées, « OPL » un éditeur de programmes en langage OPL maison.
Une application comms (terminal) est intégrée au câble de connexion (vendu séparément).
L'appareil était fourni avec un logiciel de connexion Windows : Psiwin, permettant le transfert de données et la conversion aux principaux formats Windows.
Son processeur est un NEC V30H à 7,68 MHz.

### Series 3c

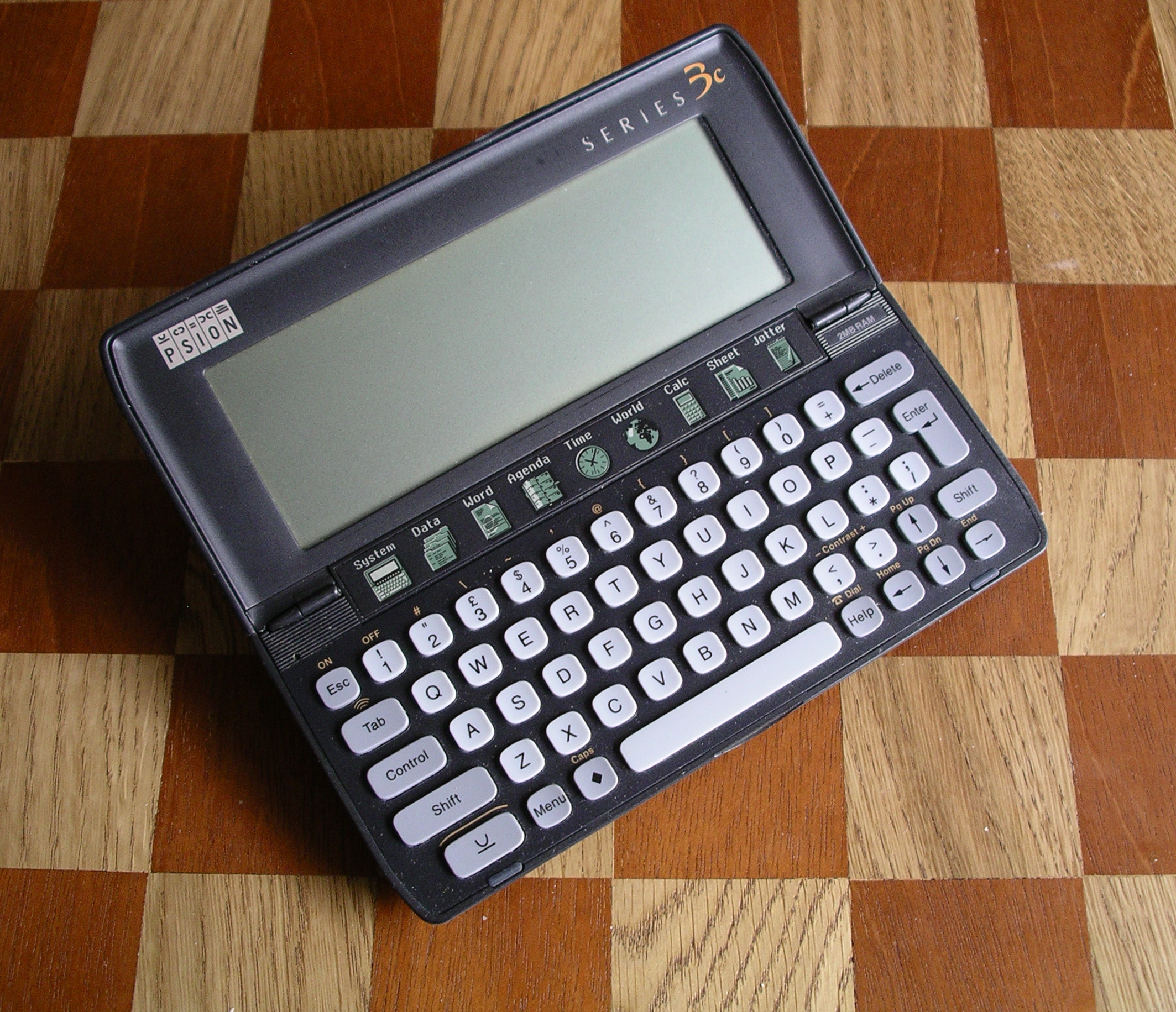
Psion 3c

Le Series 3C sort en 1996. Il est équipé du même écran et du même clavier que le S3a, mais son connecteur passe en 57 600 bit/s, il a maintenant un port infrarouge, il a aussi un bloc-notes et propose une application de gestion des sons. Sa mémoire est de 1 ou 2 Mo. Seul le modèle 2 Mo peut disposer d'un écran rétro-éclairé (bien moins lisible que le modèle de base lorsque le rétro-éclairage est éteint).

### Series 3 MX

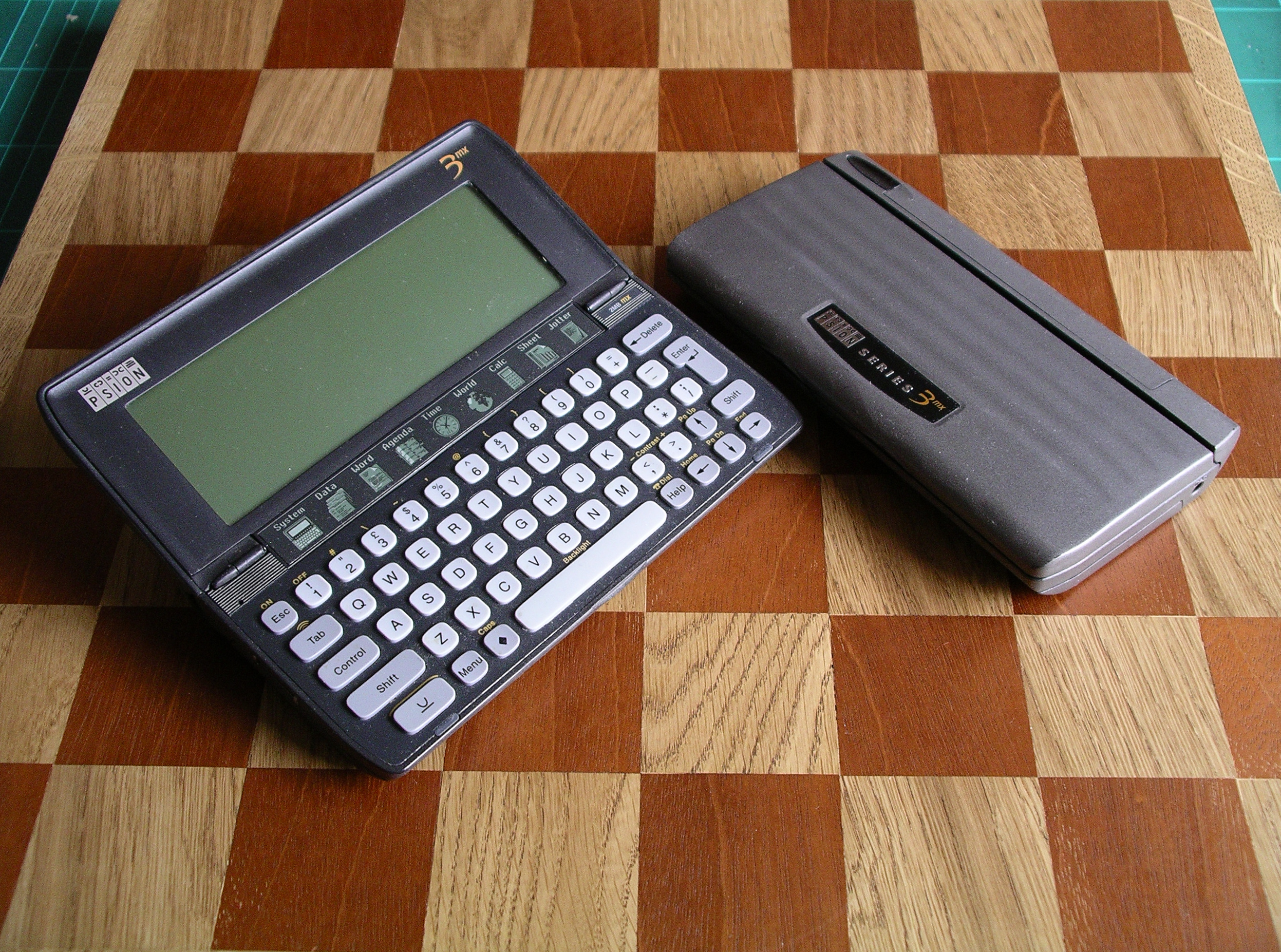
Psion 3mx

Le MX est le dernier S3. Sur le plan applicatif, il est identique au 3c mais son port com passe à 115 200 bit/s (le maximum pour un port série). Son processeur est trois fois plus rapide que les S3 précédents. Il n'existe qu'en 2 Mo de mémoire.

### Series 5
Lancé en 1997, le Series 5 est une révolution dans le monde des PSION.
Son système d'exploitation est maintenant en 32 bits (EPOC), toujours multitâche préemptif. Son langage OPL a évolué pour gérer les menus cascadés et de nombreuses nouvelles fonctions, l'interface se gère au stylet sur un écran tactile, toujours monochrome, mais maintenant pourvu d'un plus grand nombre de niveaux de gris.
Le processeur est un Acorn, d'une puissance équivalente à un 486, avec 4 ou 8 Mo de RAM. Il n'a plus qu'un seul port pour disquette supplémentaire, d'un nouveau format (CompactFlash), bien moins coûteuses et réinscriptibles sans reformatage.
Les formats de fichiers ne sont pas compatibles avec le S3. La connexion PC se fait avec Psiwin 2, qui permet la conversion des fichiers S3 vers S5, sauf dans les cas où le S3 a plus de possibilités que le S5 (cas de grands champs dans la base de données).
Le Series 5 est équipé d'un nouvel infrarouge, incompatible avec celui du Series 3.
Le Series 5 est alimenté avec 2 piles classique R6/AA plus une pile bouton de sauvegarde CR2032.

### Siena

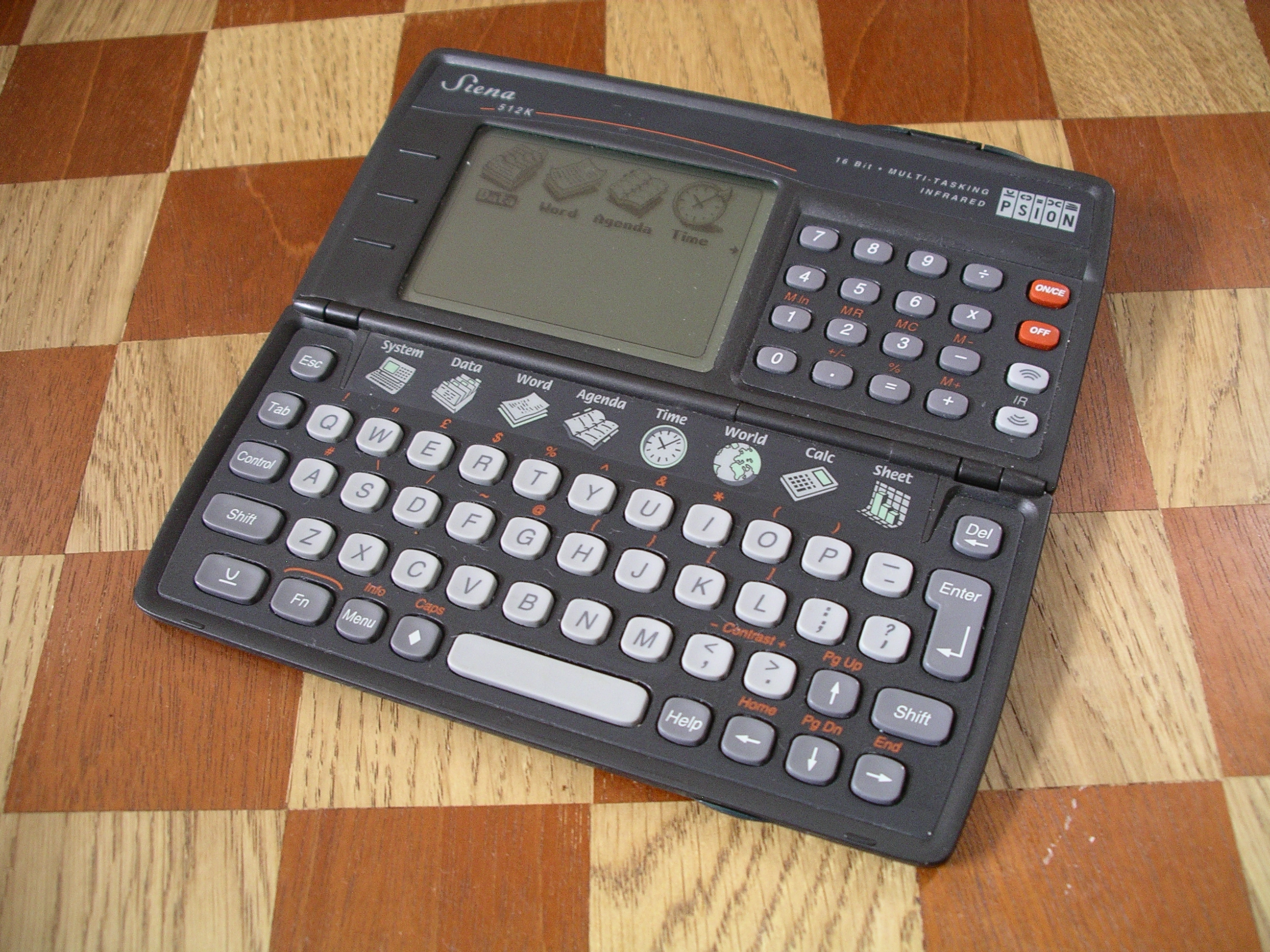
Psion Siena

Le Siena est un Series 3c miniaturisé, sans port pour disquette extérieure, avec un écran de 240 × 160 pixels et un niveau de gris. Son port com est en 19 200 bit/s, mais il ne dispose pas d'application comms. Il contient les mêmes applications que le 3c.

Il fut lancé en 1998.
La réduction de l'écran est nécessaire car le Siena contient un clavier numérique à droite de l'écran.
Ce modèle de Psion tourne sous SiBO, et intègre 512 ko ou 1 024 ko de mémoire, il fonctionne avec 2 piles AAA (ou LR03) pour le fonctionnement normal et une pile CR1620 pour ne pas perdre les données lorsque l'on change les piles principales.
Les applications intégrées en ROM sont "Fiche" (gestionnaire de contacts, et de fiches type petite base de données), "Texte" un traitement de textes rudimentaire, "Agenda" un agenda et gestionnaire de tâches, "Heure" un gestionnaire d'alarmes et de l'horloge interne du Psion, "Monde" une horloge mondiale avec indicateurs de distance, heures de lever et coucher de soleil et indicatifs téléphoniques, "Calc" une calculatrice double mode (scientifique - basique), "Tableur" un tableur-grapheur mono feuille de calcul, "Magnéto" un enregistreur pour la prise de notes ou la création d'alarmes sonores personnalisées, "OPL" un éditeur de programmes en langage OPL maison.

### Series 5 MX

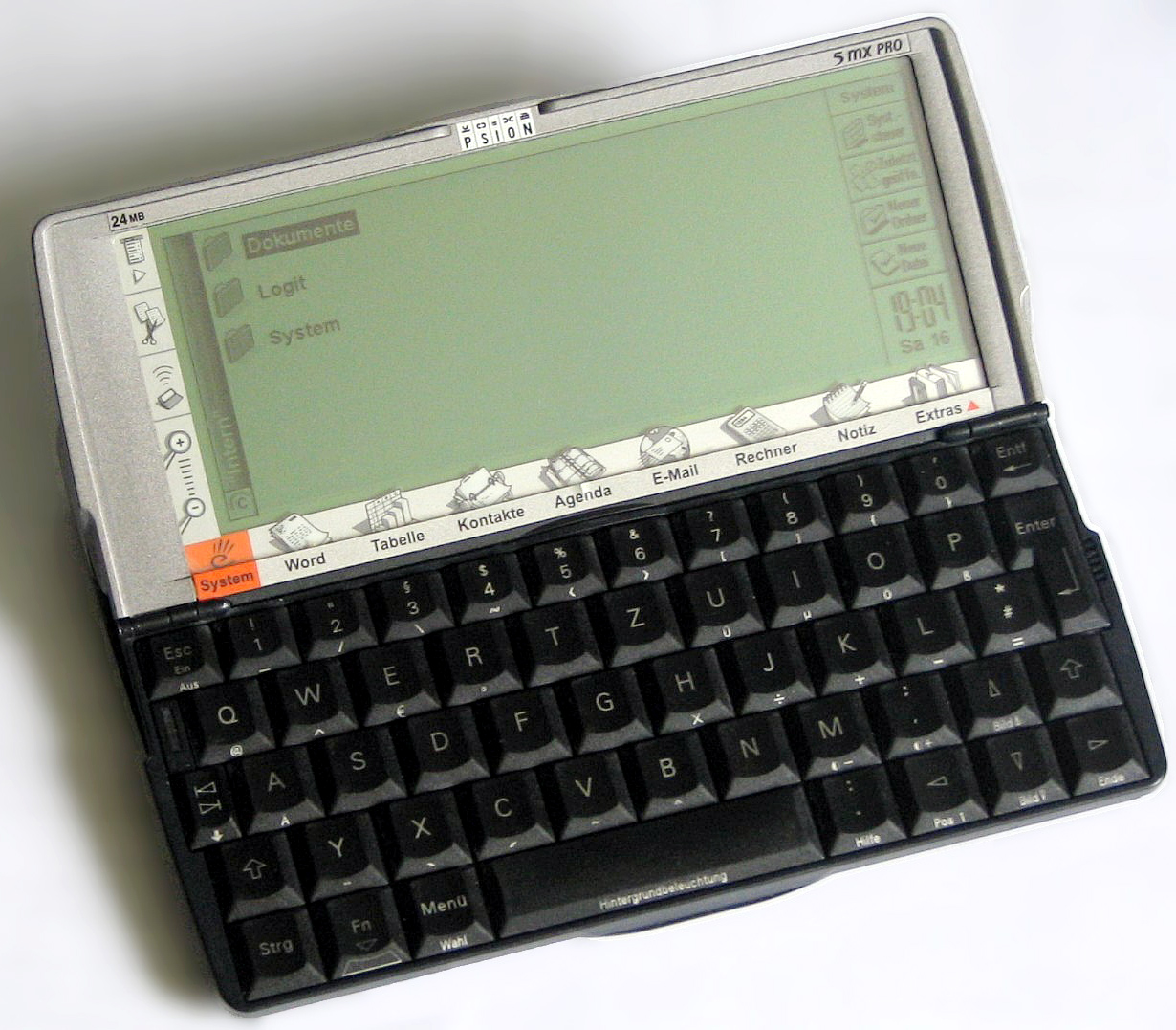
Un Psion Series 5 MX

Lancé en 1998, le 5 MX est une version plus puissante du Series 5 (16 Mo de RAM, processeur à 36 MHz).
Il bénéficie de nombreuses mises à jour logicielles.
Un problème écourte sa durée de vie : le câble en nappe reliant l'écran au circuit imprimé.

### Revo

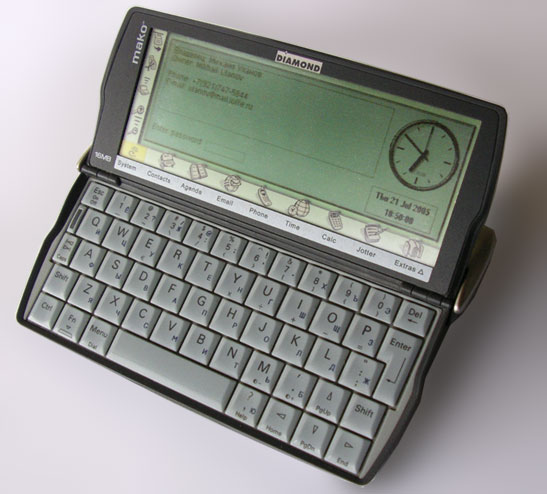
Psion Revo ou Diamond Mako

Lancé en 1999, le Revo est une version miniaturisée du Series 5 (un peu plus petit que le Series 3). Il n'a pas de port d'extension pour disquette, mais une liaison infrarouge. Il tient nettement mieux dans une poche. Il n'est pas rétroéclairé.
Le clavier est beaucoup plus confortable que celui du S3, et la mémoire est de 8 Mo.
Le Revo Plus intègre 16 Mo de mémoire, un navigateur Web.
Malheureusement, son point faible reste la durée de vie de la batterie rechargeable interne au format propriétaire (NiMh + sonde de température) et difficilement accessible.

### Series 7 (NetBook)
Le Series 7 n'est plus un ordinateur de poche. Il a un grand clavier et un grand écran en couleurs. Il bénéficie de 32 Mo de RAM.
Il a été commercialisé en version française en 2000. Le système d'exploitation est disponible dans sa version française. Il est également équipé d'un clavier AZERTY très convivial.
Il est bien plus commode à utiliser qu'un ordinateur portable habituel, car il redémarre instantanément après une mise en veille.

### Workabout

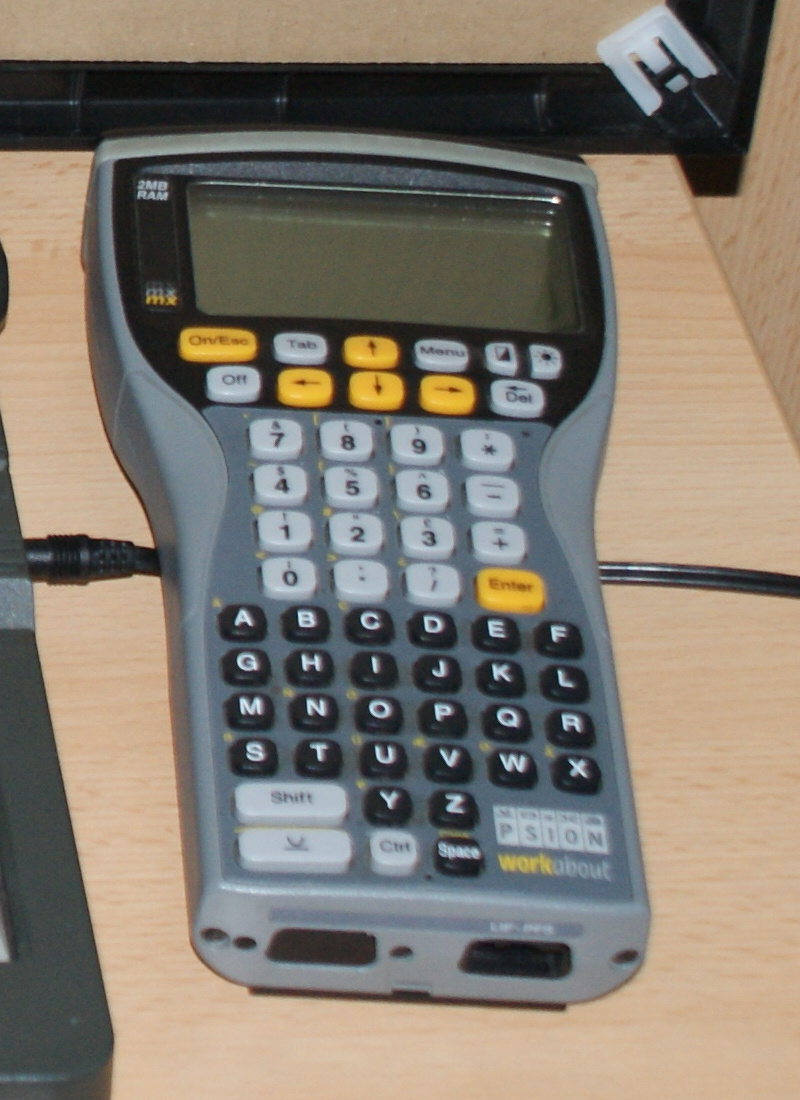
Psion Workabout

C'est un modèle destiné aux professionnels.